# Referendum costituzionale francese del 5 maggio 1946
Il 5 maggio 1946 si tenne un referendum costituzionale in Francia. Agli elettori venne chiesto se approvassero la bozza di Costituzione elaborata dall'Assemblea Costituente francese eletta nel 1945 (anche denominato "Legge costituzionale del 19 aprile 1956").
La bozza di Costituzione, approvata dall'Assemblea Costituente il 19 aprile 1946, fu supportata dai comunisti del Partito Comunista Francese (PCF) e dai socialisti della Sezione Francese dell'Internazionale Operaia (SFIO). La bozza avrebbe previsto l'instaurazione di un unicameralismo, mantenendo una sola Assemblea e abolendo il Senato francese.
I moderati, il Partito Radicale (PR) e il Movimento Repubblicano Popolare (MRP) si espresso contrari al referendum. La coalizione del "No" mise in guardi gli elettori contro il pericolo di una "dittatura" di un'Assemblea dominata dalle forze marxiste del PCF e SFIO, che avrebbe messo in dubbio la permanenza del principio della proprietà privata. All'interno della coalizione del "Sì", la SFIO si oppose alla proposta del PCF di condurre una campagna elettorale comune.
La bozza di Costituzione venne rigettata dal 52.8% dei votanti, con un'affluenza del 79.6%. Fu il primo referendum in Francia in cui il testo proposto agli elettori venne rigettato.

## Risultati
| Opzioni                | Francia metropolitana  | Francia metropolitana  | Totale     | Totale |
| Opzioni                | Voti                   | %                      | Voti       | %      |
| ---------------------- | ---------------------- | ---------------------- | ---------- | ------ |
| A favore               | 9.109.771              | 47,0%                  | 9.454.034  | 47,18% |
| Contrari               | 10.272.586             | 53,0%                  | 10.584.359 | 52,82% |
| Voti validi            | Voti validi            | Voti validi            | 20.038.393 | 97,43% |
| Invalidi/Scheda bianca | Invalidi/Scheda bianca | Invalidi/Scheda bianca | 528.985    | 2,57%  |
| TOTALE                 | 19.895.411             | 100%                   | 20.567.378 | 100%   |
| Affluenza votanti      | Affluenza votanti      | Affluenza votanti      | 79,63%     | 79,63% |
| Fonte: Nohlen e Stöver |                        |                        |            |        |

## Conseguenze del voto
In conseguenza del voto, l'Assemblea Costituente eletta nel 1945 venne sciolta e vennero indette nuove elezioni per una nuova Assemblea Costituente tenutesi il 2 giugno 1946. Questa seconda Costituente, a sua volta, elaborò e adottò una seconda bozza di Costituzione il 29 settembre 1946. Quest'ultima venne nuovamente sottoposta all'approvazione del popolo francese col referendum costituzionale del 13 ottobre 1946, a seguito del quale il testo costituzionale venne approvato dalla maggioranza dei votanti, portando all'implementazione della Costituzione della Quarta Repubblica francese, trasposta in legge dal Presidente del Governo provvisorio della Francia il 27 ottobre 1946.